# ムアーズ・アル＝ハティーブ
アフマド・ムアーッズ・アル＝ハティーブ・アル＝ハサニー（アラビア語: أحمد معاذ الخطيب الحسني, ラテン文字転写: Ahmad Mouaz Al-Khatib Al-Hasani、1960年 -）は、シリアの政治家、技術者。シリアの反体制派の統合組織「シリア国民連合」元議長。特定の政治組織には属していない。スンナ派の信徒。日本語メディアでは「ムアズ・ハティーブ」「モアズ・ハティブ」と表記されることがある。

## 経歴
ダマスカス出身。元はウマイヤド・モスクのイマームであり、アル＝フラート石油会社に技術者として勤務していたことがある。
2012年11月11日、反体制派の統合組織「反政府・革命勢力のためのシリア国民連合（シリア国民連合）」の議長に選出された。
2013年4月21日、国際社会の支援が不十分であることに対して抗議するとして「シリア国民連合」議長の職を辞した。